# Swann Meralli
Swann Meralli est un scénariste de bande dessinée et d'ouvrages jeunesse et réalisateur de courts-métrages français, né en 1985 à Lyon.

## Biographie
Swann Meralli est originaire de Lyon. Son père, malgache, exerce comme technicien pour TCL et sa mère est institutrice ; le couple a quatre garçons. Swann Meralli  fait des études d'ingénieur en génie civil à l'Institut national des sciences appliquées. En parallèle de ses études, Meralli cultive un fort intérêt pour le cinéma ainsi que pour le rôle des femmes dans la société.
Il écrit les scénarios de plusieurs ouvrages jeunesse et s'investit dans la bande dessinée ; pour son premier ouvrage, L'Homme, il s'associe avec le dessinateur Ulric (2015, éd. Jarjille). Meralli écrit pour Zac Deloupy le roman graphique Algériennes 1954-1962, qui porte sur la place des femmes dans la guerre d'indépendance de l'Algérie. En 2020, il s'associe avec Clément Rizzo pour L'association des femmes africaines, qu'il décrit comme « avant tout une satire des milieux associatifs... mais avec un regard bienveillant ». Il collabore également, avec Léah Touitou, au périodique Les Rues de Lyon pour le récit Cavales en 2019.

## Œuvres

### Livres
Sauf précision contraire, Swann Meralli est scénariste.
- L'Homme, dessin d'Ulric, éd. Jarjille, 2015  (ISBN 978-2-918658-50-4) (BNF 44522652)
- Le petit livre qui dit non !, illustré par Carole Crouzet, Glénat, coll. P'tit Glénat, 2015  (ISBN 978-2-344-00859-1) (BNF 44357229)
- Le petit livre qui dit "C'est à moi !", illustré par Carole Crouzet, Glénat, coll. P'tit Glénat, 2016  (ISBN 978-2-344-01549-0) (BNF 45058567)
- Le petit livre qui dit encore !, illustré par Carole Crouzet, Glénat, coll. P'tit Glénat, 2016  (ISBN 978-2-344-01698-5) (BNF 45113301)
- Fermons les yeux, illustré par Laura Deo, éd. Alice Jeunesse, 2017  (ISBN 978-2-87426-312-5) (BNF 45225938)
- Le petit livre qui dit "C'est pas juste !", illustré par Carole Crouzet, Glénat, coll. P'tit Glénat, 2017  (ISBN 978-2-344-02154-5) (BNF 45364909)
- Le grand méchant loup pue des pieds, dessin de William Augel, Jarjille éditions, 2018  (ISBN 978-2-918658-74-0) (BNF 45625156)
- Algériennes 1954-1962, dessin de Zac Deloupy, Marabout, coll. Marabulles, 2018  (ISBN 978-2-501-12100-2) (BNF 45436609)
- L'association des femmes africaines, dessin de Clément Rizzo, éd. Marabout, coll. Marabulles, 2020  (ISBN 978-2-501-13303-6)
- Swann Meralli et Isabelle Pons, Une rencontre, Éditions Lapin, 2020 (ISBN 978-2-37754-095-2 et 2-37754-095-3, lire en ligne)
- Léon la coccinelle a perdu ses points ! avec PF Radice , Grenouille , 2020   (ISBN 9782366535198)
- La patisserie en BD , avec PF Radice , Casterman , 2020  (ISBN 9782203210400)
- La cuisine en BD , avec PF Radice , Casterman , 2021   (ISBN 9782203222762)
- L'association des femmes africaines contre-attaque , dessin de Clement Rizzo , couleurs de Joel Costes , Marabulles  , 2021  (ISBN 9782501146760)
- Screute cherche Scroute , avec Pizar , Albin Michel , 2021  (ISBN 9782226453761)
- Kill Annie Wong , avec Gaél Henry , Sarbacane , 2021   (ISBN 9782377316991)
- Le nombril , avec Anjale , Beurre salé , 2022   (ISBN 9791096787234)
- Tu sais faire ? , avec Anjale , Beurre salé , 2022   (ISBN 9791096787258)
- Al Capone , avec PF Radice , Sarbacane , 2022  (ISBN 9782377317820)
- Appelés d'Algérie , Illustration Deloupy , Marabulles , 2022  (ISBN 9782501146784)
- Lili a peur de l'orage, avec PF Radice , Grenouille , 2022   (ISBN 9782366537925)
- La journée des papas , avec Arthur Du Coteau , éditions Frimousse , 2022  (ISBN 9782352414919)
- La journée des mamans, avec Arthur Du Coteau , Editions Frimousse , 2023  (ISBN 9782352415190)
- Plutôt jouir! Albin Michel, illustration de Tiffanie Vande Ghinste, 2023, 144 p.  (ISBN 9782226464507)
- En route Scroute , avec Pizar , Albin Michel , 2023  (ISBN 9782226477040)
- Elisabeth et Diego, Dargaud.

1. Une vampire dans mon placard, avec Arthur Du Coteau , 2023   (ISBN 9782205203363)

### Courts-métrages
- Avec Élise, court métrage, 19 min 59 s, Productions Arts films - 2018